# NGC 1509
NGC 1509 é uma galáxia espiral (Sa) localizada na direcção da constelação de Eridanus. Possui uma declinação de -11° 10' 43" e uma ascensão recta de 4 horas, 03 minutos e 55,1 segundos.
A galáxia NGC 1509 foi descoberta em 22 de Outubro de 1886 por Lewis A. Swift.